# Lorenzo Ghizzoni
Lorenzo Ghizzoni, né le 3 avril 1955 à Cognento (commune de Campagnola Emilia) en Italie, est un archevêque catholique italien, archevêque métropolitain de Ravenne-Cervia depuis le 17 novembre 2012.